# Saint-Luc (Eure)
Saint-Luc – miejscowość i gmina we Francji, w regionie Normandia, w departamencie Eure.
Według danych na rok 1990 gminę zamieszkiwały 254 osoby, a gęstość zaludnienia wynosiła 50 osób/km² (wśród 1421 gmin Górnej Normandii Saint-Luc plasuje się na 652. miejscu pod względem liczby ludności, natomiast pod względem powierzchni na miejscu 684.).